# マルコ・ビアジャンティ
マルコ・ビアジャンティ（Marco Biagianti, 1984年4月14日 - ）は、イタリア・フィレンツェ出身の元サッカー選手。現役時代のポジションはMF。

## 経歴
ユース時代は地元のACFフィオレンティーナに所属。その後は主に下部リーグでプレーし、2007年にカルチョ・カターニアへ移籍。移籍当初は出場機会に恵まれなかったが、ワルテル・ゼンガ監督が就任してからは出場機会が増え、チームの中心的存在となった。
2013年8月29日、セリエAに昇格したASリヴォルノ・カルチョに加入した。2016年7月11日、レガ・プロのカターニアに2年契約で復帰することが発表された。
2009年6月にはカターニアでの活躍からイタリア代表に初めて招集された。6月6日の親善試合・北アイルランド戦では出場はなく代表デビューはお預けとなった。

## 所属クラブ
→  ファーノ・カルチョ 2003-2004 (loan)
→  カルチョ・キエーティ 2004-2005 (loan)
- FCプロ・ヴァスト 2005-2007
- カルチョ・カターニア 2007-2013
- ASリヴォルノ・カルチョ 2013-2016
- カルチョ・カターニア 2016-2020